# Paweł Cibicki
Paweł Piotr Cibicki, född 9 januari 1994 i Malmö, är en svensk fotbollsspelare som spelar för IFK Värnamo. Cibicki var mellan 2021 och början av 2025 avstängd av FIFA från allt fotbollsspel i fyra år på grund av deltagande i matchfixning. 
Han spelade senast för den polska klubben Pogoń Szczecin. Han har tidigare tillhört Malmö FF och engelska Leeds United. Cibicki har spelat U21-matcher för Sverige och dessförinnan representerat Polen på U19- och U20-nivå.
I januari 2022 blev Cibicki avstängd av Fifa på fyra år på grund av matchfixning. I december 2024 erkände Cibicki i en intervju att han medvetet deltagit i matchfixning.

## Klubbkarriär

### Malmö FF
Cibickis moderklubb är Nydala IF, där han började spelade som sexåring. 2005 spelade han för FC Malmö. Året efter lämnade han för spel i Malmö FF. 
Den 23 november 2012 skrev Cibicki, tillsammans med Alexander Blomqvist och Pa Konate, på ett lärlingskontrakt med Malmö FF:s A-lag. Han gjorde sin debut i Allsvenskan för Malmö FF den 7 juli 2013 mot Gefle IF. Debutmatchen slutade med en 3–1-vinst för MFF på hemmaplan och Cibicki blev inbytt i den 65:e minuten mot Tokelo Rantie. Totalt spelade Cibicki sju matcher under sin debutsäsong, varav de flesta var som inhoppare i anfallet.
Den 12 maj 2014 gjorde Cibicki sitt första allsvenska mål i en match mot Halmstads BK som slutade med en 3–1-vinst för MFF.

#### Jönköping Södra (lån)
Under säsongen 2016 var Cibicki utlånad till Jönköpings Södra där han gjorde 10 mål på 26 matcher och bidrog till att J-Södra höll sig kvar i Allsvenskan. I oktober 2016 förlängde han kontraktet med MFF fram över säsongen 2019 och inför säsongen 2017 var han tillbaka i malmöklubben.

### Leeds United
Efter att ha imponerat i Allsvenskan under våren och därefter representerat Sverige i U21-EM sommaren 2017, ryktades det om att flera europeiska klubbar, däribland Manchester United och Ajax, var intresserade av Cibicki. Den 31 augusti 2017 värvades han av den engelska Championship-klubben Leeds United, där han skrev på ett fyraårskontrakt. Cibicki återförenades i Leeds med tidigare lagkamraten i Malmö FF Pontus Jansson, och avslöjade vid övergången att denne övertygat honom om att skriva på för Leeds. Övergångssumman uppgavs ligga på omkring 20 miljoner kronor.
Den 19 september 2017 debuterade Cibicki för Leeds United, genom att spela från start i en ligacupmatch mot Premier League-klubben Burnley, som Leeds vann på straffar efter 2-2 vid full tid. Den 9 december gjorde Cibicki sin ligadebut, då han blev inbytt i den 38:e minuten borta mot Queens Park Rangers. Han spelade fram till Kemar Roofes andra av tre mål och Leeds vann med 3-1. En vecka senare startade Cibicki för första gången i en seriematch hemma mot Norwich, som besegrades med 1-0 efter att Cibicki på frispark spelat fram Pontus Jansson till matchens enda mål. Cibicki fick beröm av bland andra huvudtränaren Thomas Christiansen och startade fyra matcher i rad under andra hälften av december 2017. Han gjorde sitt sista framträdande för Leeds den 30 januari, med ett inhopp borta mot Hull City. Efter att Christiansen i början av februari ersatts av Paul Heckingbottom fick Cibicki ingen ytterligare speltid.

#### Molde (lån)
Den 3 juli 2018 lånades Cibicki ut till norska Molde på ett låneavtal året ut. Han debuterade för klubben den 26 juli, då han spelade från start i Moldes Europa League-seger med 3-0 över den albanska klubben Laçi. Den 5 augusti spelade han sin första match i Eliteserien, ett oavgjort möte (2-2) med Lillestrøm. Helgen efter gjorde han sitt första mål för Molde genom att sätta dit 2-0, och därefter spela fram till 3-0, när Molde besegrade serieledande Brann med 5-1. Sammanlagt gjorde Cibicki tre mål på tretton matcher med Molde och klubbens tränare Ole Gunnar Solskjær ville behålla honom. I december blev dock Solskjær ny tränare för Manchester United, och det ryktades istället om att Cibicki kunde hamna antingen i MLS eller Allsvenskan.

#### IF Elfsborg (lån)
Den 11 januari 2019 blev Cibicki klar för IF Elfsborg på lån för sex månader med köpoption. Han gjorde fem mål och ett assist på 14 matcher för klubben. Elfsborg utnyttjade inte köpoptionen och i mitten av juli 2019 återvände Cibicki till Leeds.

#### ADO Den Haag (lån)
Den 21 augusti 2019 lånades Cibicki ut för hela säsongen till ADO Den Haag i nederländska Eredivisie, med köpoption för klubben. Han fick dock endast spela tre matcher under hösten, varav en från start, och lånet avbröts efter halva säsongen.

### Pogoń Szczecin
Den 12 januari 2020 värvades Cibicki på fri transfer av Ekstraklasa-klubben Pogoń Szczecin, där han skrev på ett kontrakt över 3,5 år.

### IFK Värnamo
I mars 2025 presenterades Cibicki av IFK Värnamo.

## Landslagskarriär
Cibicki har både svenskt och polskt medborgarskap, vilket har att göra med att hans föräldrar är födda i Polen. I mars 2013 blev han uttagen i Polens U19-landslag till två vänskapslandskamper mot Georgien. Cibicki blev inbytt och spelade 24 minuter i den första matchen som slutade med en 3–1-vinst för Polen.
I augusti 2016 blev Cibicki uttagen till både Polens U21 och Sveriges U21 och då valde Cibicki att spela för Sverige. Den 1 september 2016 gjorde han mål i sin debut mot Kroatien som slutade 1-1.

## Meriter
Malmö FF
- Allsvenskan: 2013, 2014
- Svenska Supercupen: 2013